# 238771 Juhászbalázs
238771 Juhászbalázs è un asteroide della fascia principale. Scoperto nel 2005, presenta un'orbita caratterizzata da un semiasse maggiore pari a 3,0122005 UA e da un'eccentricità di 0,0557347, inclinata di 9,16592° rispetto all'eclittica.